# Campeonato de Cataluña de fútbol
El Campeonato de Cataluña de fútbol fue una competición oficial de fútbol disputada en Cataluña (España) durante la primera mitad del siglo XX.

## Antecedentes

### Copa Macaya
En diciembre de 1900, Alfonso Macaya (presidente del Hispania Athletic Club) ofreció un trofeo para ser disputado en formato de liga entre los diferentes clubes. Fue el primer campeonato futbolístico disputado en la península ibérica.
El 22-11-1903 se organiza un torneo para otorgar la copa Macaya en propiedad entre los tres campeones, Hispània, Barcelona y RCD Español. Como el Hispània se había disuelto y el Español había ganado todos los partidos de la temporada al Barcelona el trofeo se lo llevó el RCD Español.

### Copa F. C. Barcelona
Después de diversas polémicas surgidas durante la celebración de la Copa Macaya, el Foot-Ball Club Barcelona decide organizar una nueva competición abierta a los diferentes clubes de la ciudad y que recibió el nombre de Copa Foot-Ball Club Barcelona. Se disputó en paralelo a la tercera edición de la Copa Macaya con la participación de los mismos equipos.

## Campeonato de Cataluña
Después de la experiencia de la Copa Macaya y la Copa del F. C. Barcelona, en 1903 la "Associació de Clubs de Foot-ball de Barcelona" crea esta nueva competición con gran tradición en esos años en Cataluña. La competición se disputó hasta 1940, año en que una reestructuración del sistema de categorías del fútbol español dio con la supresión de la mayoría de los campeonatos regionales, sin sentido ya al asentarse los campeonatos de liga. El 22 de noviembre de 1903 se disputaron los primeros encuentros de la competición entre el Football Club Barcelona y el Salut finalizando con un resultado de 10-0 favorable a los barcelonistas, y entre el Football Club Internacional y el Club Español de Foot-ball con resultado de 2-6 para los españolistas.
En sus inicios la competición no tenía un sistema claro de participación variando el número de equipos que disputaban el torneo y produciéndose situaciones curiosas como el hecho que equipos como el "Universitari" no disputase algunos partidos porque sus jugadores tenían que estudiar para los exámenes. Los primeros clasificados del campeonato participaban en la Copa de España.
La temporada 1912-13 se disputaron dos campeonatos: el disidente de la "Football Assiociació de Catalunya" (afiliados a la disidente U.E.C. española), encabezada por el Barcelona, y la oficial de la "Federació Catalana". El campeonato de la F.A.C. fue abandonado por falta de interés cuando se habían disputado 4 jornadas y el Barcelona fue considerado ganador.
En 1917-18 se establecen cambios importantes para conseguir un campeonato más profesional y mejor organizado. 6 equipos disputarían el Campeonato de Cataluña A y 6 más el B. En 1924-25 el Campeonato de Cataluña A se amplía a 8 equipos.
En 1925-26 el campeonato empieza con retraso, debido a la clausura del campo de "Les Corts" durante 6 meses por haber sido silbado el himno español durante un partido de homenaje al Orfeón Catalán. El RCD Español jugó la segunda vuelta con el segundo equipo debido a la gira por América.

La temporada 1928-29, debido al inicio de la liga española el campeonato se reduce a 6 equipos y se juega de septiembre a noviembre. En 1931-32, la primera categoría se expande a 8 equipos, volviendo a reducirse a 6 la temporada 1934-35.
En 1936-37: Había empezado la guerra civil. Cataluña aun permanecía al margen de las actividades del frente, mientras que en la zona centro habían cesado las competiciones. Es por ello que tanto el Madrid Foot-Ball Club como el Athletic de Madrid solicitaron disputar la competición. Tras la aceptación inicial por parte de todos los clubes a inscribirlos, con excepción del F. C. Barcelona, se hizo un primer calendario que les incluía. Sin embargo, en una reunión posterior y con presiones del club barcelonés, hicieron que la federación catalana no les incluyese en el torneo alegando que solo podían disputarlo clubes catalanes.[cita requerida] En contrapartida se les ofreció a los jugadores de ambos conjuntos madrileños ingresar en los clubes catalanes para seguir con la práctica deportiva, propuesta que sus clubes correspondientes rechazaron. Fue la segunda vez que los madridistas solicitaron disputar una competición de la zona, no pudiendo tampoco participar en aquella ocasión.
Del mismo modo que sucedía en gran parte del territorio con el cese de competiciones, ese año no se disputó la Copa de España. Los cuatro primeros clasificados del campeonato catalán disputaron entonces la Liga Mediterránea o Liga Levante-Cataluña frente a los cuatro conjuntos levantinos como zonas que aún no estaban en conflicto en la guerra. El año 1937-38, el campeonato disputado en plena guerra se vuelve a ampliar a 8 equipos.
La última temporada del Campeonato de Cataluña fue la 1939-40. Como la nueva Federación del gobierno franquista no reconoció los campeonatos disputados durante la guerra en la zona republicana, inscribió en la competición a los equipos que tenían derecho el verano de 1936.

## Historial
| Temporada     | Campeón          | PJ            | PG            | PE            | PP            | GF            | GC            | Puntos        |
| ------------- | ---------------- | ------------- | ------------- | ------------- | ------------- | ------------- | ------------- | ------------- |
| 1903-1904     | R. C. D. Español | 16            | 15            | 1             | 0             | 82            | 15            | 31            |
| 1904-1905     | F. C. Barcelona  | 8             | 5             | 2             | 1             | 21            | 12            | 12            |
| 1905-1906     | X Sporting       | 6             | 5             | 0             | 1             | 7             | 4             | 10            |
| 1906-1907     | X Sporting       | 4             | 3             | 0             | 1             | 10            | 4             | 6             |
| 1907-1908     | X Sporting       | 6             | 5             | 0             | 1             | 14            | 6             | 10            |
| 1908-1909     | F. C. Barcelona  | 7             | 4             | 3             | 0             | 16            | 7             | 11            |
| 1909-1910     | F. C. Barcelona  | 10            | 10            | 0             | 0             | 46            | 3             | 20            |
| 1910-1911     | F. C. Barcelona  | 7             | 7             | 0             | 0             | 25            | 7             | 14            |
| 1911-1912     | R. C. D. Español | 10            | 8             | 1             | 1             | 35            | 5             | 17            |
| 1912-1913 (1) | F. C. Espanya    | 10            | 9             | 1             | 0             | 19            | 5             | 19            |
| 1912-1913 (2) | F. C. Barcelona  | 4             | 3             | 0             | 1             | 24            | 9             | 6             |
| 1913-1914     | F. C. Espanya    | 8             | 8             | 0             | 0             | 12            | 2             | 16            |
| 1914-1915     | R. C. D. Español | 9             | 8             | 0             | 1             | 38            | 5             | 16            |
| 1915-1916     | F. C. Barcelona  | 8             | 8             | 0             | 0             | 46            | 6             | 16            |
| 1916-1917     | F. C. Espanya    | 11            | 8             | 1             | 2             | 26            | 9             | 17            |
| 1917-1918     | R. C. D. Español | 10            | 7             | 2             | 1             | 34            | 8             | 16            |
| 1918-1919     | F. C. Barcelona  | 10            | 8             | 1             | 1             | 31            | 6             | 17            |
| 1919-1920     | F. C. Barcelona  | 10            | 9             | 1             | 0             | 28            | 7             | 19            |
| 1920-1921     | F. C. Barcelona  | 10            | 6             | 3             | 1             | 17            | 10            | 15            |
| 1921-1922     | F. C. Barcelona  | 10            | 9             | 1             | 0             | 63            | 8             | 19            |
| 1922-1923     | C. E. Europa     | 10            | 8             | 1             | 1             | 31            | 11            | 17            |
| 1923-1924     | F. C. Barcelona  | 10            | 10            | 0             | 0             | 28            | 7             | 20            |
| 1924-1925     | F. C. Barcelona  | 14            | 9             | 2             | 3             | 25            | 9             | 20            |
| 1925-1926     | F. C. Barcelona  | 14            | 9             | 2             | 3             | 35            | 15            | 20            |
| 1926-1927     | F. C. Barcelona  | 14            | 11            | 1             | 2             | 64            | 20            | 23            |
| 1927-1928     | F. C. Barcelona  | 14            | 12            | 0             | 2             | 56            | 11            | 24            |
| 1928-1929     | R. C. D. Español | 10            | 9             | 1             | 0             | 32            | 4             | 19            |
| 1929-1930     | F. C. Barcelona  | 10            | 8             | 0             | 2             | 33            | 6             | 16            |
| 1930-1931     | F. C. Barcelona  | 10            | 8             | 1             | 1             | 34            | 10            | 17            |
| 1931-1932     | F. C. Barcelona  | 14            | 11            | 1             | 2             | 43            | 12            | 23            |
| 1932-1933     | R. C. D. Español | 14            | 12            | 1             | 1             | 42            | 14            | 25            |
| 1933-1934     | C. E. Sabadell   | 14            | 11            | 1             | 2             | 34            | 19            | 23            |
| 1934-1935     | F. C. Barcelona  | 10            | 8             | 1             | 1             | 36            | 10            | 17            |
| 1935-1936     | F. C. Barcelona  | 10            | 9             | 1             | 0             | 41            | 9             | 19            |
| 1936-1937     | R. C. D. Español | 10            | 7             | 0             | 3             | 29            | 23            | 14            |
| 1937-1938     | F. C. Barcelona  | 14            | 10            | 1             | 3             | 42            | 13            | 21            |
| 1938-1939     | No se disputó    | No se disputó | No se disputó | No se disputó | No se disputó | No se disputó | No se disputó | No se disputó |
| 1939-1940     | R. C. D. Español | 10            | 9             | 1             | 0             | 35            | 11            | 19            |

## Clasificación histórica
La clasificación histórica del Campeonato de Cataluña de fútbol es una clasificación que recopila todos los partidos, resultados, puntos y goles de todos los equipos que han participado en el Campeonato de Cataluña de fútbol, desde su creación el año 1900 hasta su desaparición en 1940. La clasificación incluye los resultados de la Copa Macaya, la Copa Barcelona y el campeonato de la Football Associació de Catalunya, considerados también oficiales. Las temporadas 1902-1903 y 1912-1913 se disputaron dos campeonatos.
Esta clasificación se ha hecho a partir de los datos recopilados de las hemerotecas de Los Deportes, Mundo Deportivo y La Vanguardia. La clasificación puede contener errores a causa de la inexactitud de los datos publicados aquellos años.
| Pos. | Equipo                 | Temp. | Puntos | PJ  | PG  | PE | PP  | GF   | GC  | DG   | 1.º | 2.º | 3.º | Debut         | Última        | MP |
| ---- | ---------------------- | ----- | ------ | --- | --- | -- | --- | ---- | --- | ---- | --- | --- | --- | ------------- | ------------- | -- |
| 1    | FC Barcelona           | 39    | 644    | 402 | 301 | 42 | 59  | 1356 | 386 | 970  | 23  | 7   | 7   | 1900-1901     | 1939-1940     | 1  |
| 2    | RCD Español            | 37    | 513    | 398 | 231 | 51 | 117 | 922  | 520 | 402  | 9   | 11  | 9   | 1900-1901     | 1939-1940     | 1  |
| 3    | CE Sabadell FC         | 24    | 241    | 272 | 98  | 45 | 129 | 442  | 530 | -88  | 1   | 3   | 3   | 1914-1915     | 1939-1940     | 1  |
| 4    | FC Espanya             | 18    | 203    | 190 | 89  | 25 | 76  | 323  | 295 | 28   | 3   | 4   | 3   | 1907-1908     | 1927-1928     | 1  |
| 5    | CE Europa              | 14    | 195    | 164 | 81  | 33 | 50  | 362  | 260 | 102  | 1   | 6   | 1   | 1919-1920     | 1937-1938     | 1  |
| 6    | CF Badalona            | 16    | 122    | 175 | 50  | 22 | 103 | 255  | 431 | -176 | 0   | 1   | 2   | 1912-1913 (2) | 1939-1940     | 2  |
| 7    | FC Internacional       | 14    | 121    | 136 | 51  | 19 | 66  | 212  | 235 | -23  | 0   | 3   | 3   | 1902-1903 (1) | 1921-1922     | 2  |
| 8    | UE Sants               | 9     | 91     | 110 | 36  | 19 | 55  | 182  | 224 | -42  | 0   | 1   | 1   | 1922-1923     | 1932-1933     | 2  |
| 9    | Universitary SC        | 10    | 85     | 95  | 36  | 13 | 46  | 167  | 191 | -24  | 0   | 0   | 3   | 1901-1902     | 1916-1917     | 3  |
| 10   | CE Júpiter             | 8     | 85     | 96  | 38  | 10 | 48  | 174  | 219 | -45  | 0   | 1   | 2   | 1929-1930     | 1937-1938     | 2  |
| 11   | Català FC              | 14    | 80     | 119 | 35  | 10 | 74  | 179  | 385 | -206 | 0   | 1   | 2   | 1901-1902     | 1914-1915     | 2  |
| 12   | Girona FC              | 6     | 61     | 68  | 25  | 12 | 31  | 106  | 107 | -1   | 0   | 1   | 1   | 1933-1934     | 1939-1940     | 2  |
| 13   | Hispània AC            | 4     | 52     | 34  | 25  | 2  | 7   | 109  | 30  | 79   | 1   | 2   | 1   | 1900-1901     | 1902-1903 (2) | 1  |
| 14   | Terrassa FC            | 5     | 50     | 66  | 20  | 10 | 36  | 98   | 165 | -67  | 0   | 0   | 0   | 1924-1925     | 1928-1929     | 4  |
| 15   | Palafrugell CF         | 3     | 33     | 42  | 12  | 9  | 21  | 54   | 100 | -46  | 0   | 0   | 1   | 1931-1932     | 1933-1934     | 3  |
| 16   | EC Granollers          | 4     | 32     | 48  | 13  | 6  | 29  | 72   | 128 | -56  | 0   | 0   | 0   | 1933-1934     | 1939-1940     | 4  |
| 17   | FC X                   | 5     | 31     | 40  | 15  | 1  | 24  | 39   | 65  | -26  | 3   | 0   | 0   | 1903-1904     | 1907-1908     | 1  |
| 18   | FC Martinenc           | 5     | 28     | 66  | 10  | 8  | 48  | 83   | 217 | -134 | 0   | 0   | 0   | 1923-1924     | 1932-1933     | 6  |
| 19   | FC Atlètic de Sabadell | 4     | 27     | 42  | 12  | 3  | 27  | 38   | 93  | -55  | 0   | 0   | 0   | 1915-1916     | 1918-1919     | 4  |
| 20   | L'Avenç de l'Sport     | 6     | 26     | 50  | 10  | 6  | 34  | 60   | 107 | -47  | 0   | 1   | 0   | 1912-1913 (2) | 1922-1923     | 2  |
| 21   | Salut SC               | 2     | 17     | 30  | 8   | 1  | 21  | 46   | 98  | -52  | 0   | 0   | 0   | 1902-1903 (2) | 1903-1904     | 5  |
| 22   | Joventut FC            | 1     | 11     | 16  | 5   | 1  | 10  | 22   | 57  | -35  | 0   | 0   | 0   | 1903-1904     | 1903-1904     | 6  |
| 23   | Irish FC               | 1     | 10     | 14  | 4   | 2  | 8   | 25   | 24  | 1    | 0   | 0   | 0   | 1902-1903 (2) | 1902-1903 (2) | 5  |
| 24   | FC Sant Gervasi        | 1     | 8      | 16  | 3   | 2  | 11  | 12   | 95  | -83  | 0   | 0   | 0   | 1903-1904     | 1903-1904     | 7  |
| 25   | Reial Polo JC          | 1     | 7      | 10  | 3   | 1  | 6   | 9    | 23  | -14  | 0   | 0   | 0   | 1912-1913 (1) | 1912-1913 (1) | 4  |
| 26   | Ibèria SC              | 1     | 7      | 14  | 3   | 1  | 10  | 10   | 25  | -15  | 0   | 0   | 0   | 1902-1903 (2) | 1902-1903 (2) | 7  |
| 27   | Club T.B.H.            | 1     | 6      | 8   | 3   | 0  | 5   | 12   | 13  | -1   | 0   | 0   | 0   | 1914-1915     | 1914-1915     | 7  |
| 28   | Casual SC              | 1     | 6      | 10  | 3   | 0  | 7   | 11   | 25  | -14  | 0   | 0   | 0   | 1912-1913 (1) | 1912-1913 (1) | 5  |
| 29   | FC Barcelona C         | 1     | 5      | 4   | 2   | 1  | 1   | 8    | 5   | 3    | 0   | 0   | 1   | 1912-1913 (2) | 1912-1913 (2) | 3  |
| 30   | FC Numància            | 3     | 5      | 27  | 2   | 1  | 24  | 17   | 100 | -83  | 0   | 0   | 0   | 1911-1912     | 1913-1914     | 5  |
| 31   | FC Barcelona B         | 1     | 4      | 4   | 2   | 0  | 2   | 9    | 8   | 1    | 0   | 0   | 0   | 1912-1913 (2) | 1912-1913 (2) | 4  |
| 32   | Star FC                | 1     | 4      | 12  | 2   | 0  | 10  | 1    | 30  | -29  | 0   | 0   | 0   | 1909-1910     | 1909-1910     | 6  |
| 33   | AUF Tarragona          | 1     | 4      | 8   | 2   | 0  | 6   | 0    | 30  | -30  | 0   | 0   | 0   | 1900-1901     | 1900-1901     | 4  |
| 34   | FC Central             | 1     | 2      | 12  | 1   | 0  | 11  | 5    | 40  | -35  | 0   | 0   | 0   | 1909-1910     | 1909-1910     | 7  |
| 35   | Club Franco-Español    | 1     | 2      | 8   | 1   | 0  | 7   | 0    | 54  | -54  | 0   | 0   | 0   | 1900-1901     | 1900-1901     | 5  |
| 36   | Ibèric FC              | 1     | 2      | 16  | 0   | 2  | 14  | 4    | 70  | -66  | 0   | 0   | 0   | 1903-1904     | 1903-1904     | 9  |

|  | Club en activo    |
|  | Club desaparecido |